# Iszkémia

A lábujjak cianózisa (elkékülése) iszkémiára utal

Az iszkémia (más kiejtéssel isémia, latin írásmóddal ischaemia) a vérellátás csökkenését jelenti, többnyire a vérerekhez köthető okokból, ami szövetelhaláshoz és funkcióvesztéshez vezet. Használják lokális anémia értelemben is, amit a véráram elakadása okoz (pl. vazokonstrikció, trombózis vagy embólia miatt). A kifejezés az ógörög ισχαιμία iszkhaimía szóból származik, ami az ισχειν iszkhein ’visszatartani’ és a αἷμα haima ’vér’ szavak összetétele.